# Massis
Massis is het vijfde en laatste studioalbum van de Belgische rockband Noordkaap. Het werd in 1999 uitgebracht.

## Achtergrond
De titel Massis is een verwijzing naar de Vlaamse krachtpatser John Massis, die ook op de albumhoes prijkt. Het album is het vijfde en laatste van Noordkaap. Na de release van de soundtrack Alles moet weg (1996) stapten enkele leden uit de band. Zanger Stijn Meuris en gitarist Lars Van Bambost bleven over en werkten met onder meer drummer Mario Goossens samen aan het album Massis. Nadien stapte Van Bambost over naar Novastar, waarna Meuris besloot verder te gaan als de band Monza. Ook Goossens maakte de overstap van Noordkaap naar Monza. Later gaf Meuris toe dat hij de sterke merknaam Noordkaap had moeten behouden.

## Nummers
1. Pretentious Moi – 4:30
2. Verhalen – 4:21
3. Massis – 4:20
4. Overvolle Steden – 3:41
5. Luwte – 3:34
6. Rode Leds – 4:26
7. Geweldig Mooi Lied – 4:17
8. Over & Uit– 4:14
9. Rustig Blijven – 3:27
10. Er Is Iets Mis Met De Lucht – 4:17
11. Technicolor Volk Van Hier – 3:19
12. Fier – 4:08
13. Dit Komt Uit Amerika – 4:33

## Medewerkers
Noordkaap
- Stijn Meuris – zang
- Lars Van Bambost – gitaar
- Wladimir Geels – basgitaar
- Mario Goossens – drum
- Anton Janssens – toetsen

Overige
- Jo Francken – producent, geluidstechniek
- Uwe Teichert – mastering